# Trichosteleum tenuisetum
Trichosteleum tenuisetum là một loài rêu trong họ Sematophyllaceae. Loài này được (Sull.) A. Jaeger mô tả khoa học đầu tiên năm 1878.